# Das beste Einfamilienhaus
Das beste Einfamilienhaus ist ein Architekturpreis für beispielgebende Einfamilienhäuser in der Schweiz und in Liechtenstein. Seit 2005 werden alle zwei Jahre von der Zeitschrift Umbauen+Renovieren die besten Wohnhäuser ausgezeichnet. 
Neben dem Preis Das beste Einfamilienhaus wird auch Der beste Umbau verliehen.

## Prämierte Objekte
Der Preisträger erhalten eine von Bildhauer Thomas Ehrler gestaltete Skulptur, die drei geometrischen Archetypen Kreis, Dreieck und Quadrat vereint.

### 2005
|                | Ort                | Titel             | Architekt               | Fotografie        |
| -------------- | ------------------ | ----------------- | ----------------------- | ----------------- |
| Jurypreis      | Poschiavo          | Haus Raselli-Kalt | Conradin Clavuot, Chur  | Haus Raselli-Kalt |
| Publikumspreis | Vierwaldstättersee | Villa             | Daniele Marques, Luzern |                   |

### 2007
|                | Ort        | Titel        | Architekt                           |
| -------------- | ---------- | ------------ | ----------------------------------- |
| Jurypreis      | Lenzburg   | Künstlerhaus | Fuhrimann Hächler, Zürich           |
| Publikumspreis | Zimmerberg | Haus K       | Rossetti + Wyss Architekten, Zürich |

### 2009
|                | Ort            | Titel        | Architekt                     |
| -------------- | -------------- | ------------ | ----------------------------- |
| Jurypreis      | Lupsingen      | Haus         | Luca Selva Architekten, Basel |
| Publikumspreis | Neuenburgersee | Haus Glaeser | Atelier Oï, La Neuveville     |

### 2012
|                | Ort        | Titel             | Architekt                 | Fotografie |
| -------------- | ---------- | ----------------- | ------------------------- | ---------- |
| Jurypreis      | Villarepos | Haus              | AAE Architectes, Freiburg |            |
| Publikumspreis | Balsthal   | Stöckli Weiermatt | Pascal Flammer, Zürich    |            |

### 2014
|                | Ort        | Titel                       | Architekt                          | Fotografie                                     |
| -------------- | ---------- | --------------------------- | ---------------------------------- | ---------------------------------------------- |
| Jurypreis      | Lumbrein   | Haus Trancauna              | Morger + Dettli Architekten, Basel | Haus Trancauna (Hintergrund: Wohnturm Christi) |
| Publikumspreis | St. Gallen | Villa unter den drei Buchen | Urs Niedermann, St. Gallen         |                                                |

### 2016
|                | Ort        | Titel             | Architekt                |
| -------------- | ---------- | ----------------- | ------------------------ |
| Jurypreis      | Vandœuvres | Haus              | Charles Pictet, Genf     |
| Publikumspreis | Ipsach     | Haus am Bielersee | Markus Schietsch, Zürich |

### 2018
|                     | Ort     | Titel                     | Architekt                           | Fotografie |
| ------------------- | ------- | ------------------------- | ----------------------------------- | ---------- |
| Jurypreis           | Zürich  | Wohnhaus und Atelier Elli | Holzer Kobler Architekturen, Zürich |            |
| Jurypreis           | Zürich  | Haus am Müseliweg         | Schmid Schärer Architekten, Zürich  |            |
| Publikumspreis      | Veyrier | Villa Sandmeier           | Lacroix Chessex Architectes, Genève |            |
| Sonderpreis Energie | Tamins  | Wohnhaus Schneller Bader  | Bearth & Deplazes, Chur             |            |

### 2020
- Jury: Barbara Holzer, Patrick Schmid, Dominic Meister, Marc Briefer, Anita Simeon Lutz[4]

|                | Ort       | Titel           | Architekt                |
| -------------- | --------- | --------------- | ------------------------ |
| Jurypreis      | Jonschwil | Kleines Haus    | Lukas Lenherr, Zürich    |
| Publikumspreis | Hirzel    | Einfamilienhaus | pool Architekten, Zürich |

### 2022
- Jury: Roland Merz, Anita Simeon, Dominic Meister, Andreas Hüttenmaser, Barbara Holzer, Lukas Lenherr

|                | Ort    | Titel                   | Architekt                |  |
| -------------- | ------ | ----------------------- | ------------------------ |  |
| Jurypreis      | Lajoux | Wohnhaus                | Yvonne Rütsche, Basel    |  |
| Publikumspreis | Gerra  | Wohnhaus                | Armando Ruinelli, Soglio |  |
| Nominierung    | Flims  | Zweifamilienhaus Sulten | Nickisch Walder          |  |

## Interviews
- 2017: Das beste Einfamilienhaus 2016 – Publikumspreis
- 2017: Architekturpreise 2016 – Preisverleihung

## Sponsoren
Hauptsponsor
- RaiffeisenCasa

Co-Sponsoren
- Betonsuisse
- Feller by Schneider Electric
- zehnder
- Laufen arwa

Messepartner
- SwissBau